# تي كلود ريان
تي كلود ريان (بالإنجليزية: T. Claude Ryan)‏ هو طيار ومهندس أمريكي، ولد في 3 يناير 1898 في بارسونز في الولايات المتحدة، وتوفي في 11 سبتمبر 1982 في سان دييغو في الولايات المتحدة.

## وصلات خارجية
- تي كلود ريان على موقع الموسوعة البريطانية (الإنجليزية)